# Менструальная бедность

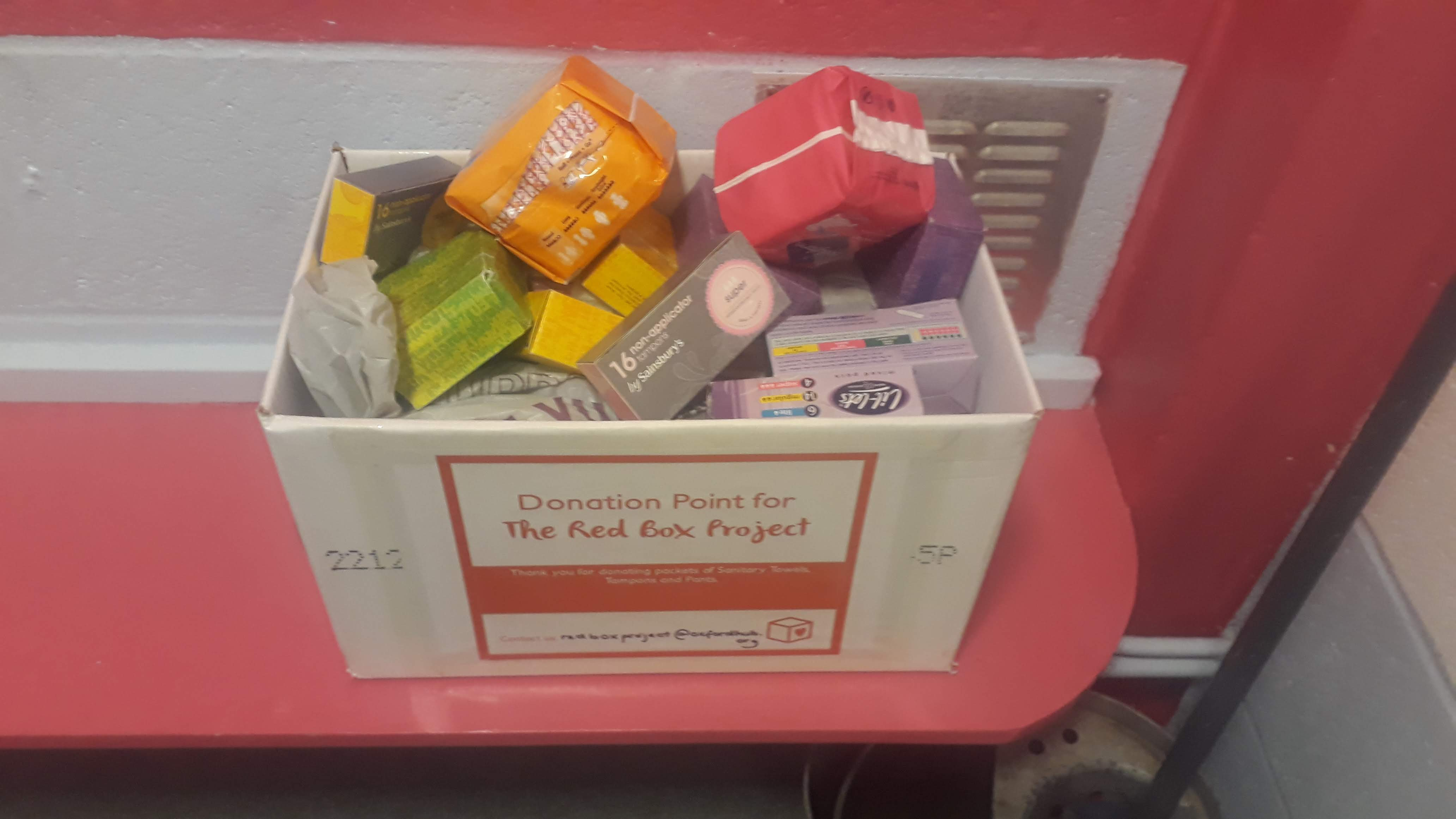
Красная коробка с бесплатными гигиеническими товарами

Менструальная бедность — термин, используемый для описания отсутствия доступа к надлежащим менструальным средствам и образованию, необходимому для их эффективного использования. В общей сложности около 500 миллионов женщин и девочек не могут безопасно справляться со своими менструациями из-за отсутствия средств менструальной гигиены и страха, что их застыдят. Американская ассоциация женщин-врачей определяет менструальную бедность как «недостаточный доступ к средствам и образованию для соблюдения гигиены во время менструации, включая, помимо прочего, средства гигиены, места для умывания и утилизацию отходов». Отсутствие доступа к средствам гигиены во время менструации может вызвать проблемы со здоровьем, такие как инфекции и осложнения со стороны репродуктивной сферы, а также может иметь негативные социальные и психологические последствия, включая пропуски школьных или рабочих дней и стигматизацию.
Причины и последствия менструальной бедности пересекаются с вопросами гендерного равенства и экономической справедливости, и в мире существуют различные законы и осведомлённость о менструальной бедности. Социальные сети, кампании по повышению осведомленности и искусство предоставляют возможности для современной пропаганды проблем, связанных с менструальной бедностью.

## Причины
Возникновению менструальной бедности способствуют различные культурные факторы.

### Менструальная стигма
Одним из ведущих культурных факторов, способствующих менструальной бедности, является стигматизация менструации. Национальная медицинская библиотека определяет стигматизацию менструации как «негативное восприятие менструации и тех, у кого она есть, характеризующее менструирующий организм как ненормальный и отвратительный». Стигматизация менструации оказывает значительное влияние на жизнь женщин, включая их здоровье, образование, экономические возможности и участие в общественной и социальной жизни. Стигматизация может привести к отсутствию поддержки женщин и распространению вредных и женоненавистнических стереотипов. Стигматизация менструации может заставить женщин чувствовать себя неуверенно в отношении менструального процесса и, таким образом, с меньшей вероятностью носить с собой средства для менструации, а также с меньшей вероятностью обсуждать менструальное здоровье с друзьями и членами семьи.

### Исторические и общие представления о менструации
Во всем мире менструирующие женщины часто прибегают к эвфемизмам, чтобы обсудить месячные. Например, используются такие фразы, как «клубничная неделя» в Австрии, «Я с Чико» в Бразилии, «Женские дни» в России и «Бабушка застряла в пробке» в Южной Африке, и они могут способствовать табу, окружающему менструацию. В некоторых культурах по всему миру менструальная кровь сама по себе считается нечестивой, и женщинам рекомендуется скрывать признаки менструального кровотечения от своих коллег-мужчин. Эти верования можно проследить до ранних этапов развития цивилизации. Например, в 70 году нашей эры Плиний Старший писал, что менструация «производит самые чудовищные эффекты», что урожай «увянет и умрёт», а пчёлы «покинут свои ульи, если их коснется менструирующая женщина». В 1694 году книги по акушерству сравнивали менструирующих женщин с «мифическим зверем с ядовитым дыханием» из-за их общей способности «распространять яд по воздуху».
В США компания Thinx обнаружила, что 80 % опрошенных подростков в возрасте от 13 до 19 лет считают, что менструации ассоциируются с чем-то плохим. В этом же исследовании выяснилось, что 57 % чувствовали себя лично затронутыми этой негативной ассоциацией, а 64 % считают, что общество в целом учит девочек стыдиться своих месячных.

## Последствия
Если у женщины ограниченный или непостоянный доступ к средствам гигиены и адекватному соблюдению гигиены во время менструации, возникают издержки, связанные с физическим, психическим здоровьем и социальным положением.

### Физическое здоровье
Исследование, проведенное в Соединённых Штатах Женской группой по охране здоровья при Бостонском медицинском центре с участием девушек студенческого возраста, показало, что некоторые женщины, которые не могли позволить себе прокладки или тампоны, использовали более дешёвые материалы для предотвращения протекания, включая тряпки, туалетную бумагу и детские подгузники. Если материалы негигиеничны, использование таких альтернативных методов может повысить риск возникновения урогенитальных инфекций, таких как бактериальный вагиноз и инфекции мочевыводящих путей. Женщины также могут оставлять тампоны в организме дольше, чем рекомендовано, и/или использовать средства гигиены после истечения срока годности. Использование нестерилизованной менструальной чаши или оставление тампона более чем на восемь часов подвергает женщину риску синдрома токсического шока — опасного для жизни состояния, которое может вызвать симптомы, похожие на грипп, низкое кровяное давление и отказ органов. Средства для менструального цикла также могут вызывать зуд влагалища, раздражение и усиление выделений при использовании после истечения срока годности. Менструальную чашу следует менять каждые два года, а тампоны и прокладки обычно оказываются просрочены через пять лет. Бедность в период менструации может дополнительно влиять на репродуктивное здоровье, поскольку люди с женскими половыми органами, не имеющие доступа к адекватным ресурсам для смягчения менструальных проблем, подвергаются более высокому риску бесплодия, повторных выкидышей и внематочной беременности.

### Психическое здоровье
Кроме того, отсутствие доступа к средствам и удобствам гигиены во время менструации может иметь негативные последствия для психического здоровья женщин. В пятом выпуске журнала HealthCare for Women International было опубликовано проведённое во Франции исследование относительно влияния менструальной бедности на развитие проблем с психическим здоровьем. Оно показало, что 49,4 % женщин в выборке, испытывающих менструальную бедность, сообщили по крайней мере об одном симптоме тревоги или депрессии. Психические заболевания в сочетании с менструальной бедностью могут усугубить злоупотребление психоактивными веществами, самоповреждение и связанные с этим проблемы.

### Общество и экономика
Стигматизация, окружающая менструацию, также может способствовать возникновению чувства стыда и социальной изоляции у тех, кто переживает менструальную бедность. Например, женщины, которые не могут позволить себе средства для уменьшения подтеканий, могут пропустить из-за менструации школу или работу. Согласно Глобальному отчёту ЮНЕСКО по мониторингу образования за 2013 год, около 10 % молодых людей, у которых наблюдаются менструации, пропускают школу в период менструации из-за отсутствия доступа к ресурсам по контролю за менструальным здоровьем.
Экономические издержки пандемии COVID-19 способствовали усилению неравенства, особенно в отношении менструальной бедности. Исследование, проведённое в США и опубликованное в 2023 году, показало, что 18,5 % опрошенных женщин испытывали трудности с приобретением средств гигиены во время пандемии. Менструальная бедность также связана с «розовым налогом». В частности, исследование Стэнфордского университета показало, что в среднем женщина в течение жизни тратит около 18 000 долларов на гигиенические средства для менструального цикла. Значительная часть людей с менструальной бедностью — студентки. Исследования показывают, что 19 % студенток, у которых бывают менструации, считают, что им нужно выбирать между покупкой продуктов питания и приобретением средств гигиены для менструации каждый месяц.

## Менструальная бедность и бездомность
Менструальная бедность — интерсекциональная проблема, и женщины, не имеющие жилья, сталкиваются с трудностями в получении доступа к средствам гигиены менструального цикла из-за экономических ограничений. Одинокие женщины составляют четверть бездомных в Великобритании; в США этот процент аналогичен, женщины составляют 28 % бездомных (так как статистика говорит только об обратившихся за помощью, количество бездомных женщин в действительности занижается). Женщины, не имеющие постоянного места жительства, испытывают трудности с доступом к средствам первой помощи; в приютах средства первой помощи либо отсутствуют, либо заканчиваются, доступ к общественным туалетам иногда может быть затруднен, и часто бездомные женщины прибегают к воровству, чтобы получить средства первой помощи. Ещё одной распространенной проблемой среди бездомных женщин является поиск безопасного места для решения вопросов с менструацией. Им трудно найти чистое, уединённое место для использования и смены менструальных средств. Бездомные женщины сообщают, что общественные туалеты негигиеничны и не подходят для смены менструальных средств. Кроме того, стигматизация бездомных часто означает, что им отказывают в использовании общественных и частных туалетов. Иногда в качестве замены менструальным средствам используют самодельные прокладки, сделанные из кусков одежды, тряпок или скомканной туалетной бумаги. Бездомные женщины могут чувствовать себя неловко, прося персонал приютов предоставить им средства гигиены; это может быть результатом неравномерного распределения власти, а также социально-культурных предрассудков, связанных с менструацией. Приюты сами сталкиваются с проблемой нерегулярных поставок и часто вынуждены прибегать к нормированию гигиенических средств из-за сбоев в доставке. Неправильный контроль менструального цикла может привести к неблагоприятным последствиям для здоровья, слишком долгое нахождение тампона внутри может привести к синдрому токсического шока или инфекциям мочевыводящих путей, а нечастое подмывание может вызвать кожные инфекции и многие другие осложнения. Все эти проблемы усугубляются, когда человек остаётся без жилья.

## Менструальная бедность в тюрьмах
Во всём мире в тюрьмах находятся 740 000 женщин и девочек. На США приходится около 30 % от общего числа женщин-заключённых в мире, по данным на 2022 год, это около 211 375 человек. Страны с аналогичным высоким уровнем женщин-заключённых: Китай (оценочное число 145 000 человек плюс неизвестное количество женщин и девочек, содержащихся в предварительном заключении и административном заключении), Бразилия (42 694), Россия (39 120) и Таиланд (32 952). Понимание менструальной бедности также подразумевает признание того, что менструации наблюдаются не только у женщин и девочек, но также у трансгендерных и небинарных людей. Менструальная бедность в тюрьмах возникает из-за пенитенциарной системы, которая использует менструацию как форму угнетения и наказания. В тюрьмах часто наблюдается нехватка средств гигиены менструального цикла, высокие цены на средства гигиены менструального цикла и низкое качество инструментов для контроля менструации.
Распределение тампонов и прокладок не учитывает различные потребности и нужды для эффективного управления менструальным циклом. Это приводит к тому, что заключённым приходится протекать кровью через одежду или прибегать к неподходящим мерам для контроля менструации. Ограниченный или отсутствующий доступ к средствам гигиены для менструального цикла приводит к тому, что женщины в тюрьмах используют рваные простыни, набивку матрасов, носки, туалетную бумагу и грязные, использованные несколько дней назад тампоны. В Кот-д’Ивуаре женщины имеют крайне ограниченный доступ к средствам менструальной гигиены или вообще не имеют его, а из-за переполненности помещений риск заражения невероятно высок.
Поскольку менструальные принадлежности не выдаются свободно и предоставляются по желанию тюремного персонала, были задокументированы случаи, когда некоторые тюремные охранники обменивали менструальные принадлежности на сексуальные услуги или насиловали заключённых. Это демонстрирует неравное соотношение сил между заключёнными и персоналом тюрьмы. В 2020 году федеральный офицер Колин Акпаранта признал себя виновным в сексуальном насилии над заключёнными в обмен на средства женской гигиены.
Система исправительных учреждений функционирует на основе принципа сегрегации по половому признаку, при котором биологически определённый юридический пол человека определяет, в какое учреждение его поместят. Мало внимания уделяется различному опыту в зависимости от сексуальной ориентации, гендерной идентичности или гендерного самовыражения. Учитывая, что менструация часто считается процессом, который в основном испытывают женщины, доступ к средствам гигиены для трансгендерных персон и небинарных людей гораздо хуже, а зачастую и вовсе отсутствует. Это пересекается с отрицанием и мисгендеризацией трансгендерных и небинарных идентичностей в карцерной системе.
В 2018 году в США был принят Закон «Первый шаг». В этом законе говорится, что все федеральные тюрьмы должны предоставлять тампоны и средства гигиены бесплатно.

## Менструальная бедность среди небинарных, интерсексуальных и трансгендерных людей
Трансгендерные, небинарные, интерсексуальные люди сталкиваются с менструальной бедностью в сочетании с дискриминацией и стигматизацией из-за своей идентичности. Трансгендерные, небинарные, гендерно-неопределённые и интерсексуальные люди сталкиваются с особыми проблемами, когда речь заходит о менструальной бедности. Во-первых, это отсутствие сбора данных, поскольку проекты по обеспечению равенства в отношении менструаций, как правило, собирают данные только о женщинах и девочках. Это затрудняет понимание взаимосвязи между бедностью в период менструации и тем, как на менструирующих людей влияет невозможность доступа к средствам санитарии и гигиены. Следствием этого является нехватка целевых программ поддержки и ресурсов для удовлетворения менструальных потребностей и требований гигиены.
Финансовые барьеры усложняют доступ к средствам менструальной гигиены для трансгендерных, небинарных и интерсексуальных людей, которые и так сталкиваются с экономическими ограничениями, связанными со своей гендерной идентичностью, такими как расходы на здравоохранение и другие гендерно-аффирмативные расходы. Трансгендерные и небинарные люди с большей вероятностью живут в бедности, чем цисгендерные люди, что усугубляет проблемы, связанные с менструальной бедностью. Трансгендерные, небинарные, гендерно-лабильные и интерсексуальные люди сталкиваются с трудностями при получении доступа к гендерно-аффирмативной медицинской помощи, такой как заместительная гормональная терапия и гендерно-аффирмативные операции, которые могут быть дорогостоящими и оставлять им меньше ресурсов для эффективного удовлетворения своих потребностей в области менструального здоровья. Менструация — не единственная причина, по которой трансгендерным и небинарным людям нужны средства гигиены: трансгендерным женщинам и небинарным людям также могут потребоваться прокладки и вкладыши, например, после вагинопластики.
Разделенные по признаку гендера туалеты являются проблемой безопасности для трансгендерных, небинарных и интерсексуальных менструирующих людей. В мужских туалетах часто отсутствуют возможности для незаметной утилизации менструальных продуктов, в то время как женские туалеты могут не казаться безопасными для тех, кто не соответствует традиционным гендерным ожиданиям. Исследование об управлении менструацией среди квир-людей показало, что 66 % респондентов, которые пользовались мужскими туалетами, чувствовали себя небезопасно, используя их для смены менструальных продуктов; 39 % респондентов, которые пользовались женскими туалетами, чувствовали себя некомфортно, делая это. Менструальные продукты гендерно определены как продукты для женщин, поэтому их часто не размещают в мужских туалетах.
Опыт менструации тесно связан с гендерной идентичностью, формируя то, как трансгендерные и гендерквир-люди воспринимают себя и как их воспринимают другие. Социальное взаимодействие, общественные места и даже посещение медицинских учреждений могут усиливать гендерные нормы, усложняя для этих людей и без того сложный опыт менструации. Упаковка, дизайн, реклама и отделы «женских товаров» в магазинах служат для трансгендерных, небинарных и интерсексуальных людей индикаторами того, что биологический аспект их тел тесно связан с социальными нормами и ожиданиями женственности. В 2020 году Always удалила символ Венеры с упаковки своих средств для менструации после протестов активистов ЛГБТКИ. Призывы активистов ЛГБТКИ убрать этот символ были призваны сделать маркировку брендов более инклюзивной для трансгендерных и небинарных клиентов.

## Законодательство о менструальном равенстве
Во всём мире приобрели известность предложения по снижению или отмене налогов на менструальные средства или их компоненты, и всё большее число стран используют различные подходы.
В Бангладеш временно был отменён налог на добавленную стоимость (НДС) на сырьё, чтобы стимулировать большее местное производство этих товаров. В 2004 году Кения начала отменять налоги на менструальные средства, а к 2016 году также отменила НДС на импортируемые менструальные средства и сырьё, необходимое для их производства. Аналогичным образом Нигерия освободила от НДС продукцию местного производства. Несколько стран, включая Малайзию, Ливан, Танзанию, Колумбию и Мексику, полностью отменили НДС на средства женской гигиены. На Филиппинах депутаты от разных партий в этом году по отдельности подали аналогичные законопроекты, предлагающие двухдневный отпуск по менструации для работающих женщин. Правительство Филиппин также обеспечило обучение и информацию о менструальном здоровье в 60 процентах школ.
Подходы развитых стран включают не только снижение или отмену налогов, но и предоставление бесплатных средств первой необходимости и реализацию поддерживающей политики. Например, Шотландия достигла значительного прогресса, став пионером в предоставлении бесплатных средств гигиены для всех, что стало новаторским шагом на пути к решению важнейшего вопроса равенства в отношении менструаций. Наряду с этим в ряде стран были проведены образовательные реформы, в результате которых в школьные программы было включено просвещение по вопросам менструального здоровья. В Великобритании в рамках руководства Департамента образования все начальные школы обязаны обучать учеников вопросам менструального здоровья в рамках новой учебной программы «Взаимоотношения и медицинское образование» (RSHE). В Канаде Британская Колумбия выделила 750 000 долларов США на финансирование United Way для создания целевой группы, которая будет искать долгосрочные решения проблемы менструальной бедности. Примерно половина финансирования пойдет на поддержку целевой группы, а половина — на поставку бесплатных средств первой помощи для нуждающихся в них людей.
Всемирная организация здравоохранения (ВОЗ) призывает признать, сформулировать и решать проблемы менструального здоровья как проблему здравоохранения и прав человека, а не как проблему гигиены. Активисты, включая молодёжь, а также некоммерческие организации приложили значительные усилия, чтобы привлечь внимание к проблемам менструального здоровья. Фонд ООН в области народонаселения (ЮНФПА) выделил четыре подхода к укреплению и улучшению менструального здоровья во всем мире:
- «Поставки и безопасные ванные комнаты: в 2017 году 484 000 наборов для обеспечения достоинства, включающих прокладки, мыло и нижнее белье, были распространены в 18 странах, пострадавших от гуманитарных чрезвычайных ситуаций. ЮНФПА также помогает повысить безопасность в лагерях для перемещенных лиц, раздавая фонарики и устанавливая солнечные фонари в местах купания. Продвигая информацию о менструальном здоровье и развитии навыков, проекты включают обучение девочек изготовлению многоразовых менструальных прокладок или повышают осведомлённость о менструальных чашах»[45].
- «Улучшение образования и информации: посредством своих молодёжных программ и комплексных усилий по половому воспитанию ЮНФПА помогает как мальчикам, так и девочкам понять, что менструация — это здоро́во и нормально»[45].
- «Поддержка национальных систем здравоохранения: усилия включают в себя содействие менструальному здоровью и предоставление лечения девочкам и женщинам, страдающим от менструальных расстройств. Агентство также закупает товары для репродуктивного здоровья, которые могут быть полезны для лечения расстройств, связанных с менструацией»[45].
- «Сбор данных и доказательств о менструальном здоровье и его связи с глобальным развитием: долгое время остававшаяся без внимания тема исследований, опросы, поддерживаемые ЮНФПА, предоставляют критически важную информацию о знаниях девочек и женщин о своих менструальных циклах, здоровье и доступе к санитарным условиям»[45].

### Репрезентация
Представительство женщин в исполнительных и законодательных органах может привести к появлению на государственном уровне большего количества средств для решения проблемы менструальной бедности. Например, Сара Чайлдс и Джули Уити исследовали решение правительства Великобритании, возглавляемого Лейбористской партией, снизить налог на добавленную стоимость на гигиенические товары в своем бюджете на 2000 год. Они обнаружили, что, хотя бюджет был предложен тогдашним канцлером Гордоном Брауном, именно действия депутата Кристин Маккафферти помогли принять это решение. В годы, предшествовавшие 2000 году, Женская группа парламентской Лейбористской партии выдвинула снижение НДС на первый план своей повестки дня, и, возможно, именно членство Маккафферти в этой группе заставило её внести три предварительных предложения в месяцы, предшествовавшие составлению бюджета по этой же теме. В преддверии бюджетной сессии Маккафферти дала интервью на BBC Woman’s Hour, намекнув, что это сокращение будет внесено в предстоящий бюджет. Это перевело обсуждение НДС из плоскости отдельной меры политики в плоскость бюджетного обязательства, что облегчило его принятие.

## Пропагандистская деятельность и представительство в СМИ

### Новости
Социокультурное внимание к проблеме менструальной бедности в Великобритании возросло с 2016 года, что объясняется такими факторами, как демонтаж государства всеобщего благосостояния, ориентированный на менструацию феминизм и поддержка со стороны высокопоставленных лиц. Цифровой активизм, включая поддержку со стороны знаменитостей и политические обязательства, способствовал распространению дискуссий. Би-би-си опубликовала подборку статей о менструальной бедности, написанных разными людьми, имеющими личный интерес к этой проблеме. В США MSNBC транслировал программу Morning Joe, посвящённую менструальной бедности, ведущей которой была Морган Рэдфорд. Ещё одним примером является новостная статья, опубликованная в новостях ООН, относительно усилий Гамбии и ЮНФПА по решению проблемы менструальной бедности путём распространения гигиенических прокладок и призывов к международному признанию посредством Дня менструальной гигиены.

### Социальные сети
Такие кампании, как #tweetyourperiod и #Periodsarenotaninsult, объединяют менструирующих всего мира, вызывая дискуссии об устойчивом развитии и менструальном здоровье среди самых разных аудиторий. Надя Окамото, основательница организации PERIOD., использовала TikTok для охвата широкой демографической группы потребителей с целью активизации пропагандистских усилий. Её предприятие August, занимающееся продажей экологически чистых менструальных средств, является примером роли социальных сетей в мобилизации поддержки таких социальных проблем, как менструальное равноправие. Кэндис Чирва, «министр менструации», и Сив Нгеси, соучредитель фонда MENstruation, используют социальные сети для борьбы с менструальной бедностью в Южной Африке. С помощью таких платформ, как Instagram и Twitter, они повышают осведомлённость и вовлекают сообщества в образовательные и дистрибьюторские мероприятия.

### Кино и документальные фильмы
Документальный фильм Netflix «Точка. Конец предложения», удостоенный премии «Оскар», рассказывает о распространённой в сельской Индии бедности в менструальный период и о преобразующем влиянии доступности средств женской гигиены. Благодаря внедрению инновационной машины для производства гигиенических прокладок в деревне, прилегающей к Нью-Дели, женщины получили возможность производить и продавать собственные прокладки. Это послужило катализатором появления отрасли, в которой доминируют женщины, что позволило предотвратить менструальное и гендерное неравенство. «Ящик Пандоры: приоткрывая крышку менструации» — ещё один пример фильма, демонстрирующего борьбу за равноправие в вопросах менструального цикла во всём мире. Под руководством преимущественно женской команды постановка раскрывает трудности, с которыми сталкиваются женщины из-за отсутствия доступа к средствам менструальной гигиены, одновременно подчёркивая роль активизма и пропагандистской деятельности в достижении перемен.

### Пропагандистские усилия
Проект «Крыша и корни» в Ливане, поддерживаемый такими организациями, как ACTED и «ООН-женщины», вращается вокруг действий на низовом уровне и расширения экономических прав и возможностей. Продолжаются исследования, пропаганда политики и мероприятия на уровне общин для решения проблемы бедности в связи с менструациями и содействия справедливости в отношении менструаций. PERIOD. ежегодно распространяет средства женской гигиены и участвует в таких проектах, как разработка учебной программы по вопросам менструального здоровья и предоставление возможности молодым лидерам выступать за политику справедливости в отношении менструального цикла. Организация отдаёт приоритет независимости женщин и усилиям по искоренению менструальной бедности посредством политики.